# Armand Brette
Pour les articles homonymes, voir Brette (homonymie).
Armand Brette, né à Goderville (Seine-Inférieure, France) le 26 septembre 1848, mort à Pierrefitte-sur-Seine (Seine, France) le 19 avril 1912, est un historien français, spécialiste de la Révolution française.
Il est l'auteur d'un ouvrage de géographie historique, Les limites et les divisions territoriales de la France en 1789, paru en 1907.
De 1903 à sa mort, il est membre de la Commission de recherche et de publication des documents relatifs à la vie économique de la Révolution, créée, à l'initiative de Jean Jaurès, par arrêté du ministre de l'Instruction publique et des Beaux-arts, Joseph Chaumié, en date du 23 décembre 1903.
Sa tombe est visible au cimetière communal de Pierrefitte-sur-Seine.

## Œuvres
- Armand Brette, La France au milieu du XVIIIe siècle (1747-1757) d'après le journal du marquis d'Argenson : Extraits publiés avec notice bibliographique, par Armand Brette, et précédés d'une introduction, par Edme Champion, Paris, Armand Colin, 1898 (lire en ligne)
- Armand Brette, La France au milieu du XVIIe siècle (1648-1661) d'après la correspondance de Gui Patin, par Armand Brettes, Paris, Armand Colin, 1901
- Armand Brette, Recueil de documents relatifs à la convocation des États généraux de 1789, Paris, Imprimerie nationale
  - Tome I (lire en ligne)
  - Tome II (lire en ligne)
  - Tome III (lire en ligne)
- Armand Brette, Les Constituants : liste des députés et des suppléants élus à l'Assemblée constituante de 1789, précédée d'un avertissement, Paris, Charavay, coll. « Publications de la Société de l'histoire de la Révolution française », 1897, XXXVII-310 p.Reprod. en fac-similé : Armand Brette, Les Constituants : liste des députés et des suppléants élus à l'Assemblée constituante de 1789, précédée d'un avertissement, Genève, Mégariotis, 1978 (1re éd. 1897), XXXVII-310 p. (lire en ligne).

- Armand Brette, Les limites et les divisions territoriales de la France en 1789, Paris, Édouard Cornély, 1907, VII-120 p. (lire en ligne)
- Armand Brette, Histoire des édifices où ont siégé les assemblées parlementaires de la Révolution française et de la première République, Paris, Imprimerie nationale
  - Tome I, 1902 (lire en ligne)
- Armand Brette, Atlas des bailliages ou juridictions assimilées ayant formé unité électorale en 1789 dressé d'après les actes de la convocation conservés aux Archives nationales, Paris, Impr. nationale, 1904 (lire en ligne)

## Hommages
Depuis 1911, une rue de Pierrefitte-sur-Seine porte son nom. Il est enterré au cimetière communal de Pierrefitte.